# Autopista Ruta de la Araucanía
Ruta de la Araucanía es la denominación de la Autopista Chilena de Peaje, que recorre la Región de La Araucanía, en el Sur de Chile, desde Collipulli hasta Gorbea. Corresponde a la Concesión Ruta de la Araucanía Sociedad Concesionaria S.A.

## Ruta de la Araucanía

### Sectores en Autopista
- Collipulli-Gorbea, 144,98 km de doble calzada.
- By Pass Temuco 20,50 km de doble calzada.
- By Pass Gorbea 2 km de doble calzada.

### Enlaces
- Autopista Ruta Sur Chillán-Collipulli
- kilómetro 580 Pidima.
- kilómetro 586 Quechereguas Sentido Al Sur
- kilómetro 587 Ercilla.
- kilómetro 596 Pailahueque.
- kilómetro 604 Inspector Fernández-Termas de Tolhuaca
- kilómetro 610 Victoria·Traiguén.
- kilómetro 611 Quino.
- kilómetro 613 Carabineros de Chile Tenencia de Carreteras Malleco
- kilómetro 621 Pua·Selva Oscura·Quino.
- kilómetro 633 Perquenco.
- kilómetro 643 Galvarino Dirección Al Sur.
- kilómetro 646 Lautaro·Curacautín.
- kilómetro 655 Carabineros de Chile Tenencia de Carreteras Cautín.
- kilómetro 658 Pillanlelbún.
- kilómetro 660 Temuco Norte, Cajón, Vilcún.
- kilómetro 677 Cunco, Padre Las Casas, Temuco Centro.
- kilómetro 680 Temuco Sur, Licanco, Padre Las Casas, Puerto Saavedra, Nueva Imperial, Carahue, Labranza.
- kilómetro 685 Metrenco Retorno Temuco.
- kilómetro 689 Quepe, Boroa.
- kilómetro 692 Aeropuerto de La Araucanía.
- kilómetro 699 Freire, Villarrica, Pucón.
- kilómetro 701 Pitrufquén, Toltén Sentido Al Sur
- kilómetro 702 Pitrufquén, Toltén Sentido Al Norte
- kilómetro 714 Acceso Norte a Gorbea
- kilómetro 715 Gorbea, 4ª Faja.
- kilómetro 717 Acceso Sur a Gorbea, Quinta Faja
- Ruta de los Ríos

### Plazas de Peajes
- kilómetro 610 Lateral Victoria.
- kilómetro 611 Lateral Quino.
- kilómetro 624 Troncal Pua.
- kilómetro 643 Lateral Lautaro.
- kilómetro 646 Lateral Lautaro.
- kilómetro 660 Lateral Cajón.
- kilómetro 677 Lateral Cunco.
- kilómetro 680 Lateral Licanco.
- kilómetro 694 Troncal Quepe.
- kilómetro 702 Lateral Pitrufquén.

### Estaciones de Servicios en Autopista
- kilómetro 612 Área de Servicio Pronto Barra Copec Victoria.
- kilómetro 646 Área de Servicio Pronto Barra Copec Lautaro.
- kilómetro 652 Área de Servicio Shell Pillanlelbún.
- kilómetro 658 Área de Servicio Aramco Stop Temuco.
- kilómetro 697 Área de Servicio Pronto Barra Copec Freire.

## Puentes
kilómetro 574 Puente Malleco
kilómetro 582 Paso Superior Pidima
kilómetro 587 Puente Huequén
kilómetro 590 Puente Chamichaco
kilómetro 599 Puente Dumo
kilómetro 606 Puente Colo
kilómetro 607 Puente Traiguén
kilómetro 613 Puente Tricauco
kilómetro 616 Puente Chanco
kilómetro 617 Puente Quino
kilómetro 619 Puente El Salto
kilómetro 620 Paso Superior Pua
kilómetro 636 Puente Quillem
kilómetro 660 Paso Superior FF.CC N°1
kilómetro 662 Puente Cautín
kilómetro 683 Puente Metrenco
kilómetro 686,282 Puente Pichiquepe
kilómetro 686,648  Puente Quepe
kilómetro 690 Puente Huilquilco
kilómetro 693 Puente Pelales
kilómetro 695 Paso Superior Freire N°1
kilómetro 698 Paso Superior Freire N°2
kilómetro 700 Puente Toltén
kilómetro 710 Puente Chada

## Pasarelas Peatonales
kilómetro 587 Ercilla
kilómetro 590 Chamichaco
kilómetro 597 Dumo
kilómetro 607 Victoria Turbina
kilómetro 618 Pelón Mapu
kilómetro 625 Rehuecoyán
kilómetro 627 Zafiria
kilómetro 642 Lautaro
kilómetro 655 Pillanlelbún
kilómetro 659 Claret
kilómetro 680 Zona de escuela
kilómetro 681 Gineo
kilómetro 682 Sector industrial
kilómetro 683 Metrenco
Kilómetro 685 Bajo Pinar
kilómetro 685,6 Discotheque Papu
kilómetro 687 Mahuidache
kilómetro 688 Quepe
kilómetro 698 Freire N°1
Kilómetro 699 Freire N°2
kilómetro 701 Pitrufquén Norte
kilómetro 702 Pitrufquén Hospital
kilómetro 703 Pitrufquén Sur
kilómetro 705 Chanco
Kilómetro 706 El Virginiano
Kilómetro 710 Chada 
kilómetro 713 Tercera Faja

## Tecnología

### Paneles de mensaje variable (PMV)
kilómetro 613 Victoria, Puente Tricauco Sentido Al Sur
Kilómetro 647 Parque Industrial Lautaro Ambos Sentidos
kilómetro 658 Pillanlelbún Sentido Al Norte
kilómetro 680 Temuco Sur Licanco Sentido Al Sur
kilómetro 688 Quepe, Boroa Ambos Sentidos
kilómetro 697 Freire Sentido Al Norte

### Medidores de velocidad
Puente Malleco 1 kilómetro 574 Sentido Al Sur * 
Puente Malleco 2 kilómetro 575 Sentido Al Norte *

* Significa que cuando excedes la velocidad, se encenderá una baliza que se ubica sobre el letrero indicador de velocidad máxima, en el sector posterior al medidor